# سرتنغ بالا (رستاق)
سرتنغ بالا (بالفارسية: سرتنگ بالا) هي قرية تقع في إيران في Rostaq Rural District. يقدر عدد سكانها بـ 54 نسمة بحسب إحصاء 2016.